# Blagdanski savjetnik (2012.)
Blagdanski savjetnik (eng. The Christmas Consultant), američki božićni film iz 2012. Radnja serije vrti se oko obitelji Fletcher, koji zbog prezauzetosti poslom ne stižu organizirati božićnu proslavu, pa unajme blagdanskog savjetnika da to učini umjesto njih.

## Radnja
Obitelj Fletcher tipična je američka obitelj: bračni par, dvije kćeri i sin. Jack i Maya, bračni par Flecther, vrlo su zauzeti svojim poslom i nemaju vremena za djecu. Sredina je prosinca i bliži se Božić, a mnogo njihovih rođaka odlučilo je doći na zabavu. Novi klijent njezine šefice Nadine, ruski bogataš Boris Tartakov, oduševljen je američkim proslavama i odluči doći. Jack i Maya nemaju vremena za organizaciju proslave, pa unajme slavnog božićnog savjetnika, gospodina Owena. Owen pristane organizirati sve u vezi Božića i brzo se zbliži sa svim članovima obitelji. Najstarijoj kćeri Anni pomogao je upoznati njezinu simpatiju, sinu Davidu pomogao je svladati zlog nasilnika Patricka koji mu krade sanjke, a najmlađoj kćeri Steffie pomogao je da ne bude sramežljiva. Međutim, Maya se osjeća usamljeno i misli da ju je Owen zamijenio u obitelji.
Na dan samog Božića, svi su se gosti (rodbina, Nadine i Tartakov) okupili u Mayinoj kući. Anna održi govor i odluči zahvaliti Owenu jer im je uljepšao Božić, ali Maya poludi, napadne Owena, uništi kuću i rastjera sve goste. Nakon što se Tartakov rasrdi i odluči otići, ljutita Nadine smjesta otpušta Mayu. Idućeg jutra Maya se ispričava obitelji i shvaća što je učinila. Maya odlazi u Owenovu kuću ispričati se, ali otkriva da Owen nema ni ženu ni djecu, kao što joj je rekao. Slučajno nailazi na Owena i on joj otkrije da je to izmislio kako bi se pomirio s gubitkom svoje voljene Lise. Razgaljena Maya prima Owena u svoju obitelj. Na Stjepanje u njezinu kuću dolazi sestrična Yolanda te Nadine i Tartakov (postali su par). Film završava s obitelji i prijateljima koji pjevaju oko božićnog drvca i Mayinim upitom Owenu organizira li i novogodišnje proslave.

## Uloge
- David Hasselhoff kao Owen
- Caroline Rhea kao Maya Fletcher
- Barclay Hope kao Jack Fletcher
- Eliza Faria kao Anna Fletcher
- Jessica McLeod kao Steffie Fletcher
- Darien Provost kao David Fletcher
- Lanette Ware kao Nadine
- Aleks Paunovič kao Boris Tartakov
- Ken Camroux-Taylor kao Frank Fletcher
- Linda Darrow kao Judy Fletcher
- Carrie Anne Fleming kao Peggy Fletcher
- Rebecca Toolan kao Sally Fletcher
- Toby Hargrave kao Jimmy Fletcher
- Samuel Patrick Chu kao Chad
- Eric Gibson kao Patrick
- Pauline Egan kao Yolanda
- Willem Jacobson kao dječak Hastings
- Jasmin Dring kao susjed